# Europa (budynek)
Europa – budynek w Brukseli, stolicy Belgii, siedziba Rady Europejskiej i Rady Unii Europejskiej. 
Jego cechą charakterystyczną jest wielopiętrowa konstrukcja przypominająca lampion, w której znajduje się główna sala konferencyjna, a której wizerunek został przyjęty zarówno przez Radę Europejską, jak i Radę UE jako oficjalny symbol. Budynek Europa położony jest na terenie dawnego, częściowo zburzonego i odnowionego bloku A Pałacu Résidence. Jego zewnętrzna strona łączy w sobie zabytkową fasadę w stylu art déco z pierwotnego budynku z lat 20. XX wieku z post-modernistycznym projektem architekta Philipa Samyna. Budynek połączony jest dwoma łącznikami i tunelem do przyległego budynku Justus Lipsius, który zapewnia dodatkową powierzchnię biurową, sale konferencyjne i miejsca dla mediów.

## Historia

### Budowa i poprzednie użytkowanie: Pałac Résidence
Po zakończeniu pierwszej wojny światowej Lucien Kaisin, we współpracy ze szwajcarskim architektem, Michelem Polakiem, przedstawił plany kompleksu luksusowych bloków mieszkalnych dla burżuazji i arystokracji, Pałacu Résidence, położonego na skraju dzielnicy Leopolda. Składający się z pięciu bloków (A – E), miał być „małym miastem w mieście”, który mógłby zapewnić swoim mieszkańcom na miejscu różne udogodnienia, w tym salę teatralną, basen, a także inne usługi komercyjne, takie jak restauracje i salony fryzjerskie. Pałac Résidence miał na celu rozwiązanie podwójnego niedoboru odpowiednich nieruchomości i pracowników domowych dla wyższych klas po zniszczeniu spowodowanym podczas wojny. Kamień węgielny budynku w stylu art déco został wmurowany 30 maja 1923 r., a pierwsi lokatorzy wprowadzili się w 1927 roku.
Rozwój ten miał krótki sukces komercyjny. W 1940 r. najemcy zostali zmuszeni do wyprowadzki, ponieważ budynek został zabrany na siedzibę okupującej niemieckiej armii podczas okupacji hitlerowskiej w czasie II wojny światowej. We wrześniu 1944 r., po wyzwoleniu Brukseli, budynek został przejęty na kwaterę główną Supreme Headquarters Allied Expeditionary Force (w skrócie SHAEF, z ang. Naczelne Dowództwo Alianckich Sił Ekspedycyjnych) i RAF Second Tactical Air Force.
Po wojnie w 1947 r. rząd belgijski kupił kompleks i zagospodarował blok A (budynek północno-wschodni w kształcie litery L) na biura administracji państwowej. Pod koniec lat sześćdziesiątych, w ramach modernizacji tego obszaru (budowy podziemnej linii kolejowej pod Rue de la Loi), została zbudowana nowa aluminiowa fasada, zamykająca kształt litery L, pod okiem synów Michela Polaka.

### Rozwój Dzielnicy Europejskiej
Wraz z rozwojem European Quarter w Brukseli planiści miejscy starali się znaleźć odpowiednią powierzchnię biurową, aby zaspokoić problemy rozrastającego się personel i potrzeby instytucji Unii Europejskiej położonych w bliskości Pałacu Résidence. W 1988 r. zburzono wschodnią część pałacu, bloki D i E, aby utworzyć budynek Justus Lipsius przeznaczony na siedzibę Rady Unii Europejskiej. W 2002 r. Rada Europejska, organizacja skupiająca szefów państw i rządów UE, również rozpoczęła korzystanie z budynku Justus Lipsius w Brukseli. Nastąpiło to po wprowadzeniu w życie decyzji europejskich przywódców podczas ratyfikacji traktatu nicejskiego w tym czasie, gdy łączne członkostwo w Unii Europejskiej przekroczyło 18 państw członkowskich. Wcześniej szczyt Rady Europejskiej organizowało państwo członkowskie, które sprawowało prezydencję w Radzie Unii Europejskiej. Zaistnienie międzynarodowej obecności mediów w regionie sprawiło, że belgijski rząd federalny polecił przekształcić bloki C i D w siedzibę nowego Międzynarodowego Centrum Prasowego. Zachowano basen i teatr.
Jednakże w 2004 r. liderzy uznali, że problemy logistyczne pojawiające się podczas korzystania z przestarzałych obiektów uzasadniały budowę nowego, dogodnego miejsca, dla blisko 6000 spotkań, grup roboczych i szczytów rocznie. Potwierdziły to kilkukrotne remonty budynku Justus Lipsius, w tym przekształcenie podziemnego parkingu w dodatkowe sale konferencyjne. Rząd belgijski zaproponował rozwiązanie polegające na transformacji bloku A Pałacu Résidence w nową, stałą siedzibę dla obu instytucji UE. W ramach umowy teren zostałby przekazany z gestii rządu belgijskiego do Sekretariatu Rady za symboliczne 1 euro, przy czym Rada miała wziąć na siebie koszty kolejnego projektu budowlanego.

### Transformacja bloku A w Europę
Ogłoszony został ogólnoeuropejski konkurs na przeprojektowanie bloku A Pałacu Résidence dla potrzeb instytucji unijnych. Ponieważ oryginalne fasady w stylu art déco w budynku zostały uznane za zabytki, zachowano je. W 2005 r. ogłoszono, że zespół z udziałem firm: Philippe Samyn and Partners, Studio Valle Progettazioni i Buro Happold, przedstawił zwycięski projekt. Projekt tego, co później zyskało nazwę Europa, obejmował rozbiórkę rozbudowy z lat sześćdziesiątych, a także budowę dużego przedsionka ze szkła połączonego z odremontowanymi skrzydłami budynku z lat 20. XX wieku. W obrębie atrium miała powstać struktura "lampionu", w którym znajdować się miały główne sale konferencyjne dla delegacji krajów UE do Rady Europejskiej i Rady UE. Ze względu na liderów UE pragnących, aby budynek był przyjazny dla środowiska, do projektu dopisano montaż paneli słonecznych na dachu i recykling wody deszczowej. Prace budowlane w budynku Europa rozpoczęły się w 2007 roku. Pierwotnie miał zostać oddany do użytku w 2012 r., jednak ze względu na niepowodzenia i modyfikacje projektu po ewolucji potrzeb Rady Europejskiej jako instytucji (w wyniku reform zawartych w Traktacie lizbońskim) budynek został ukończony w grudniu 2016 roku. W dniu 16 stycznia 2017 r. w Europie odbyło się pierwsze posiedzenie – ministrowie zasiadający w Radzie do Spraw Zagranicznych (FAC) omówili sytuację w Syrii i perspektywy bliskowschodniego procesu pokojowego.

## Architektura
Projekt zachował historyczną część starego „Résidence Palace” (bloku A) i dodał do niego część nową. Dwie nowe ściany ze szkła zmieniły kształt budynku z litery L w sześcian. Jego wnętrze wypełnia bryła przypominająca lampion, podzielona owalnymi piętrami różnej powierzchni. Po oświetleniu właśnie ten lampion jest najbardziej widoczny z zewnątrz.
Podłogi, sufity, drzwi oraz szyby wind zostały ozdobione pracami belgijskiego artysty Georges'a Meuranta przedstawiającymi układy barwnych kwadratów.
Obie części budynku mają odrębne funkcje:
- część historyczna – „Résidence Palace” – mieści biura wszystkich delegacji krajowych oraz przewodniczącego Rady Europejskiej
- centralny lampion zawiera sale konferencyjne i biuro prasowe.

Fasada jest mozaiką odnowionych ram okiennych z budynków poddanych renowacji lub rozbiórce we wszystkich państwach UE. Ramy te mają podwójną symbolikę: reklamują zrównoważony rozwój i recykling materiałów oraz dają świadectwo europejskiemu rzemiosłu i europejskiej różnorodności kulturowej.
Fasada obrazuje też motto UE: „zjednoczeni w różnorodności”. Każde okno jest inne, ale wszystkie są wykonane z drewna dębu lub podobnych gatunków drzew.

## Galeria

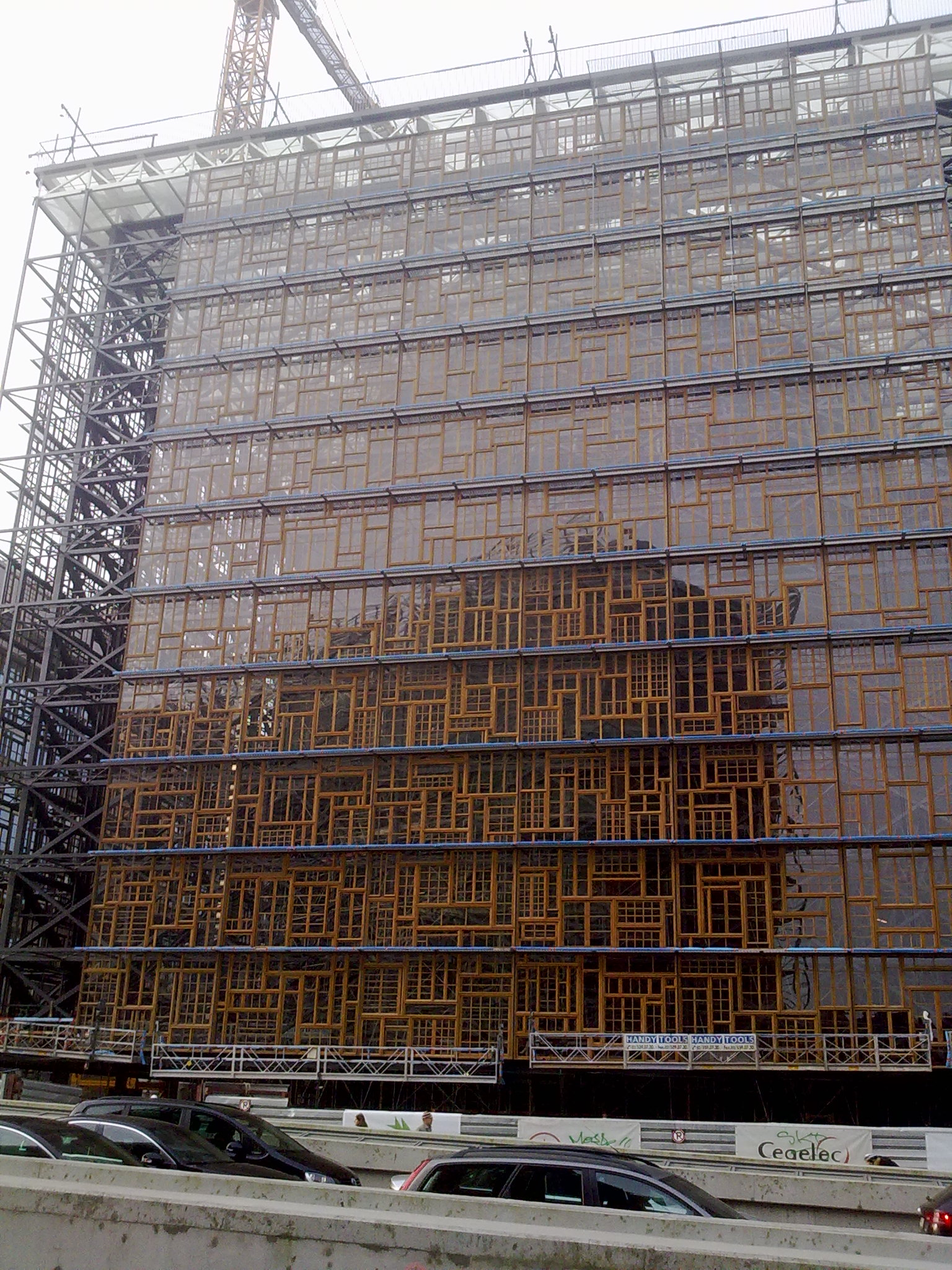
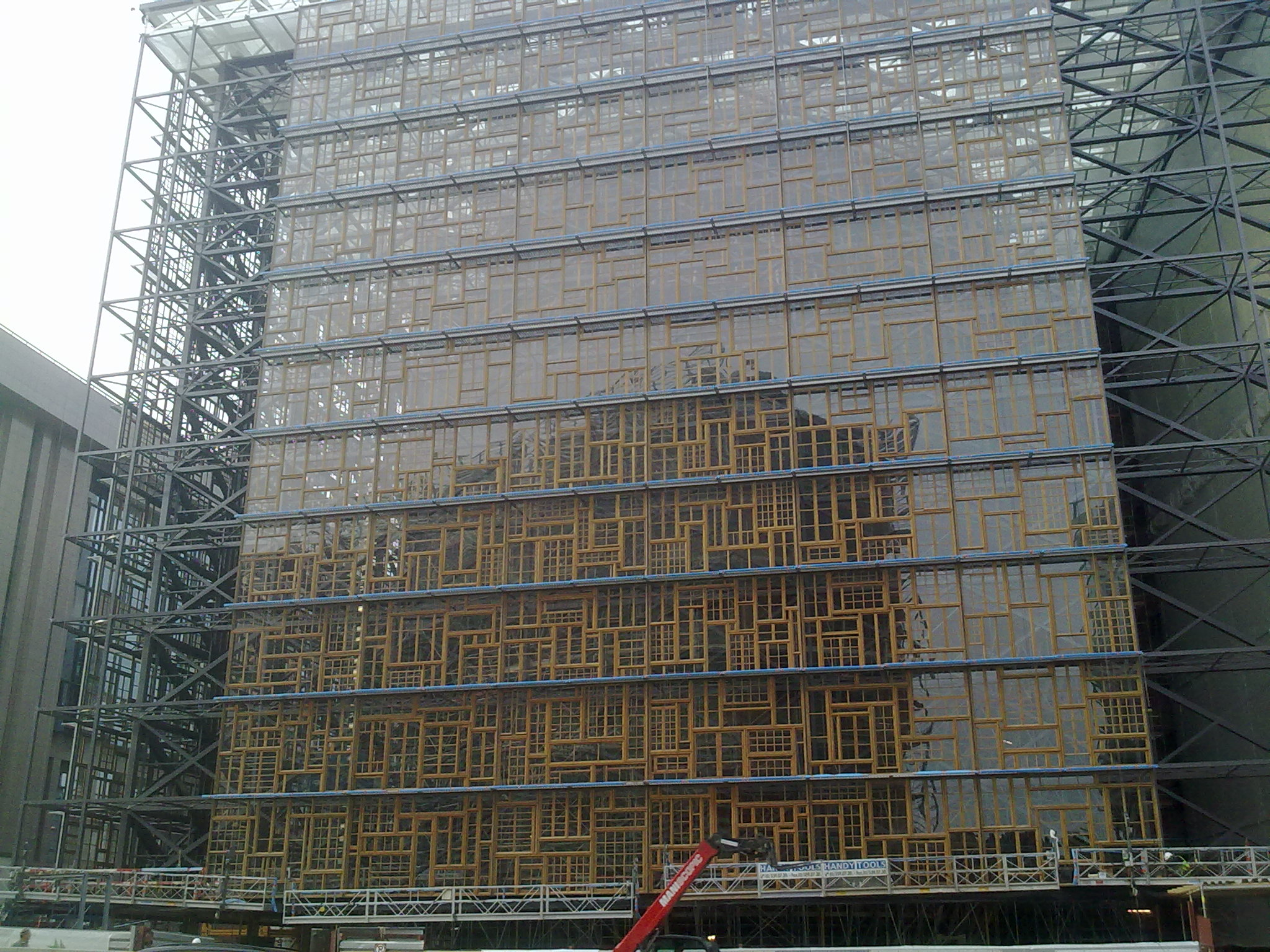
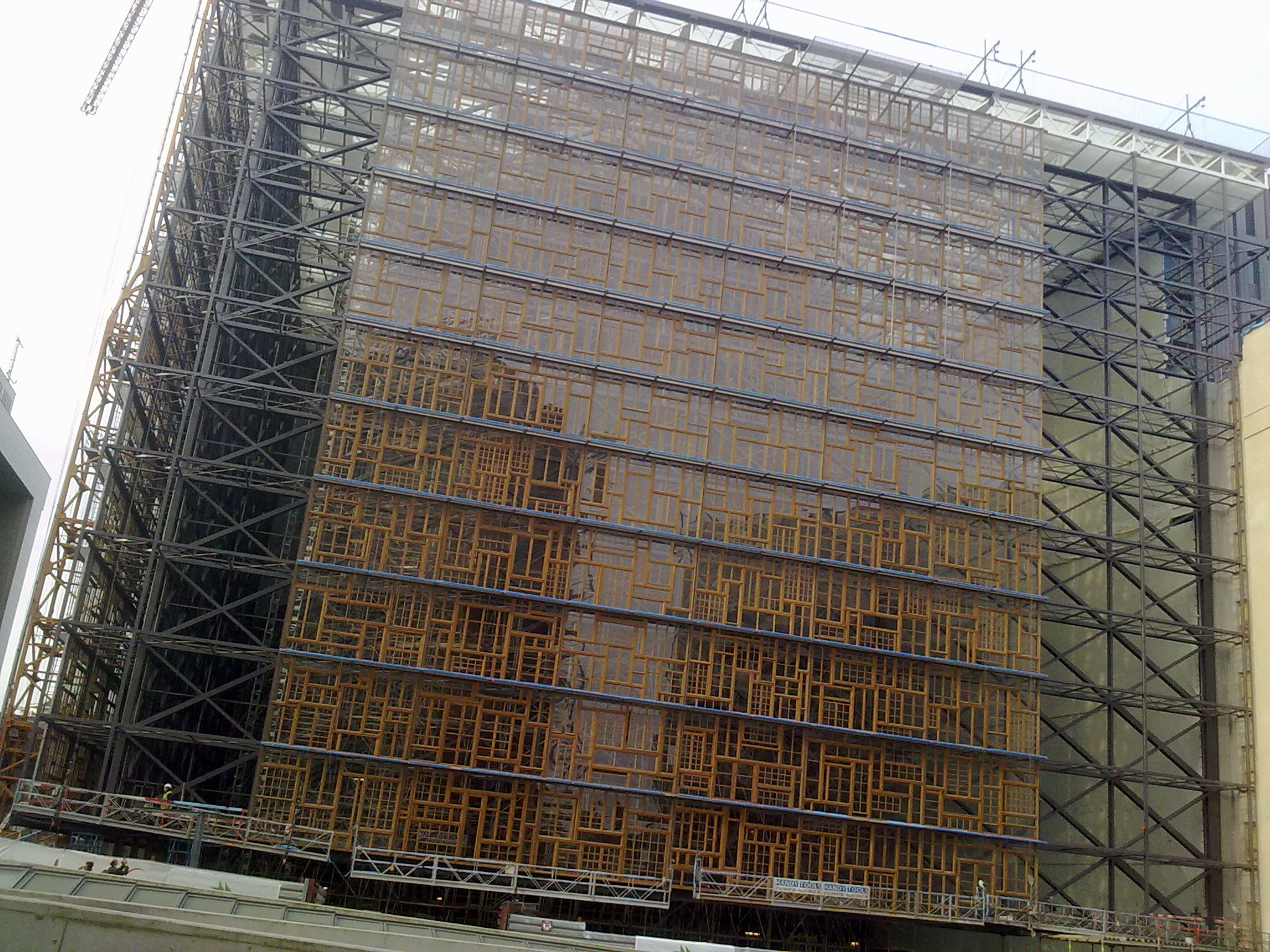
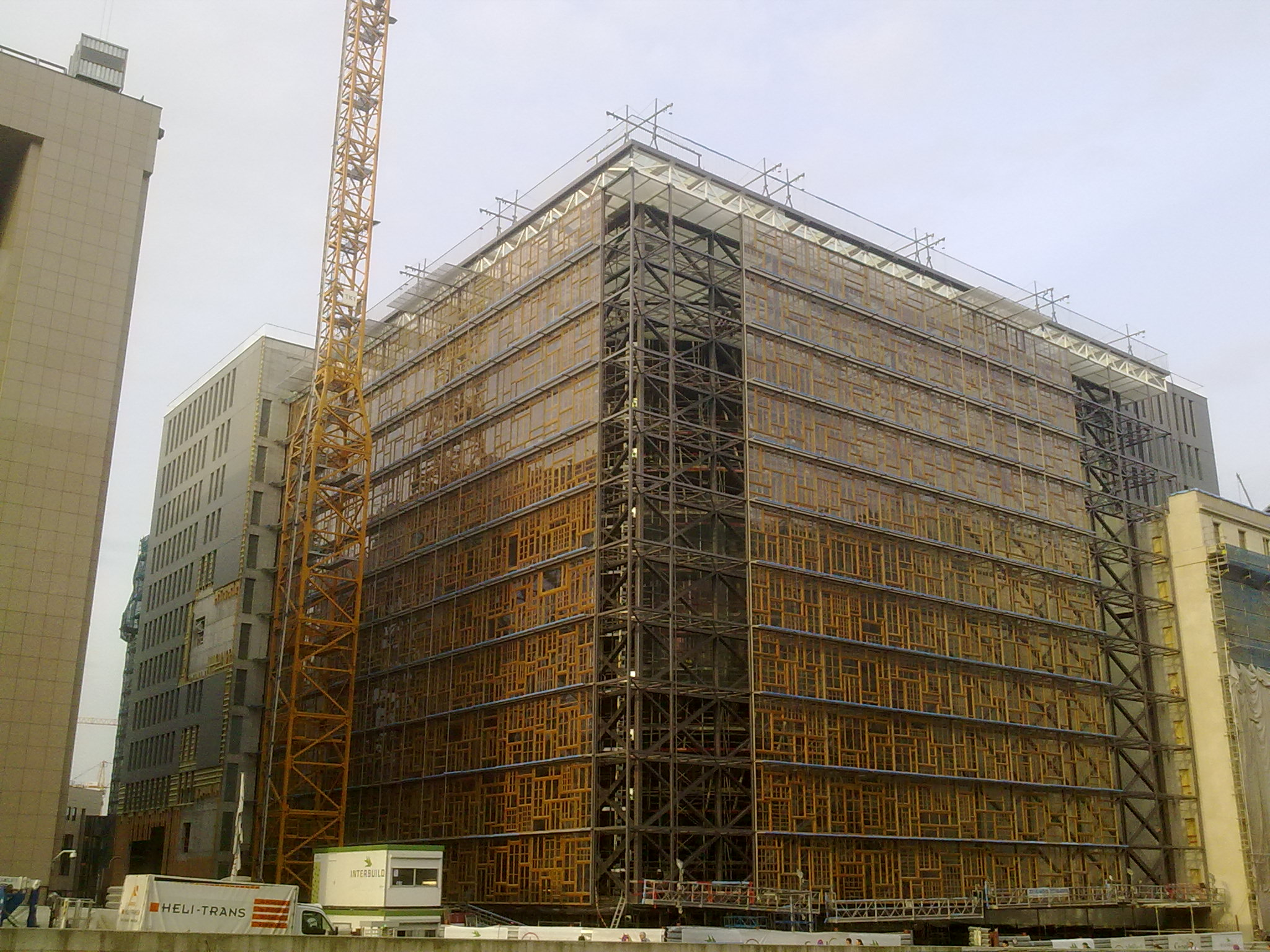
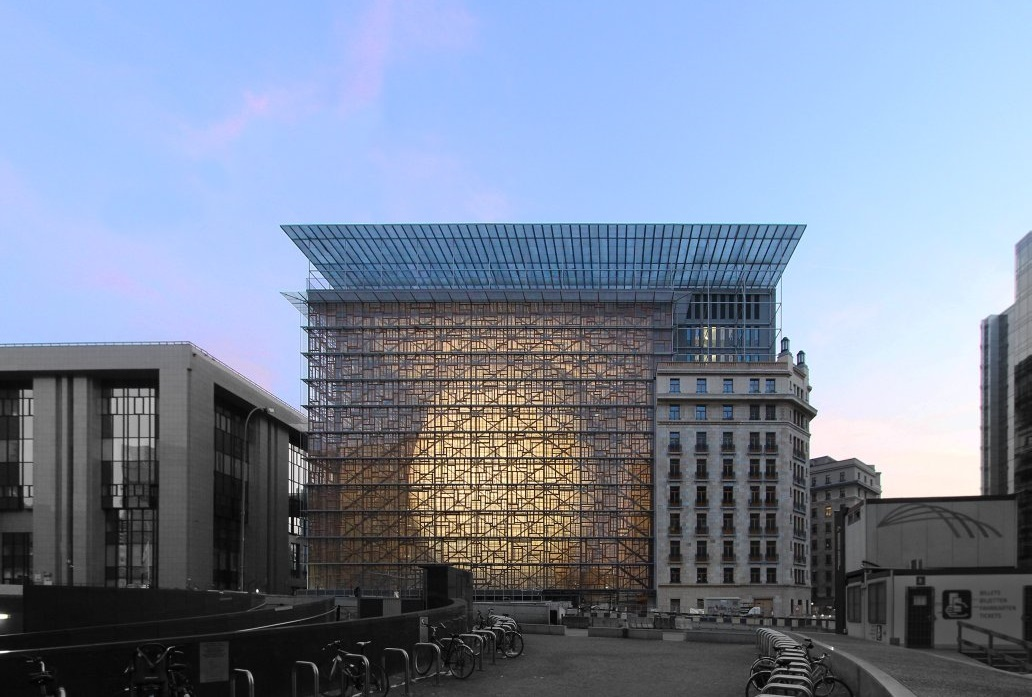
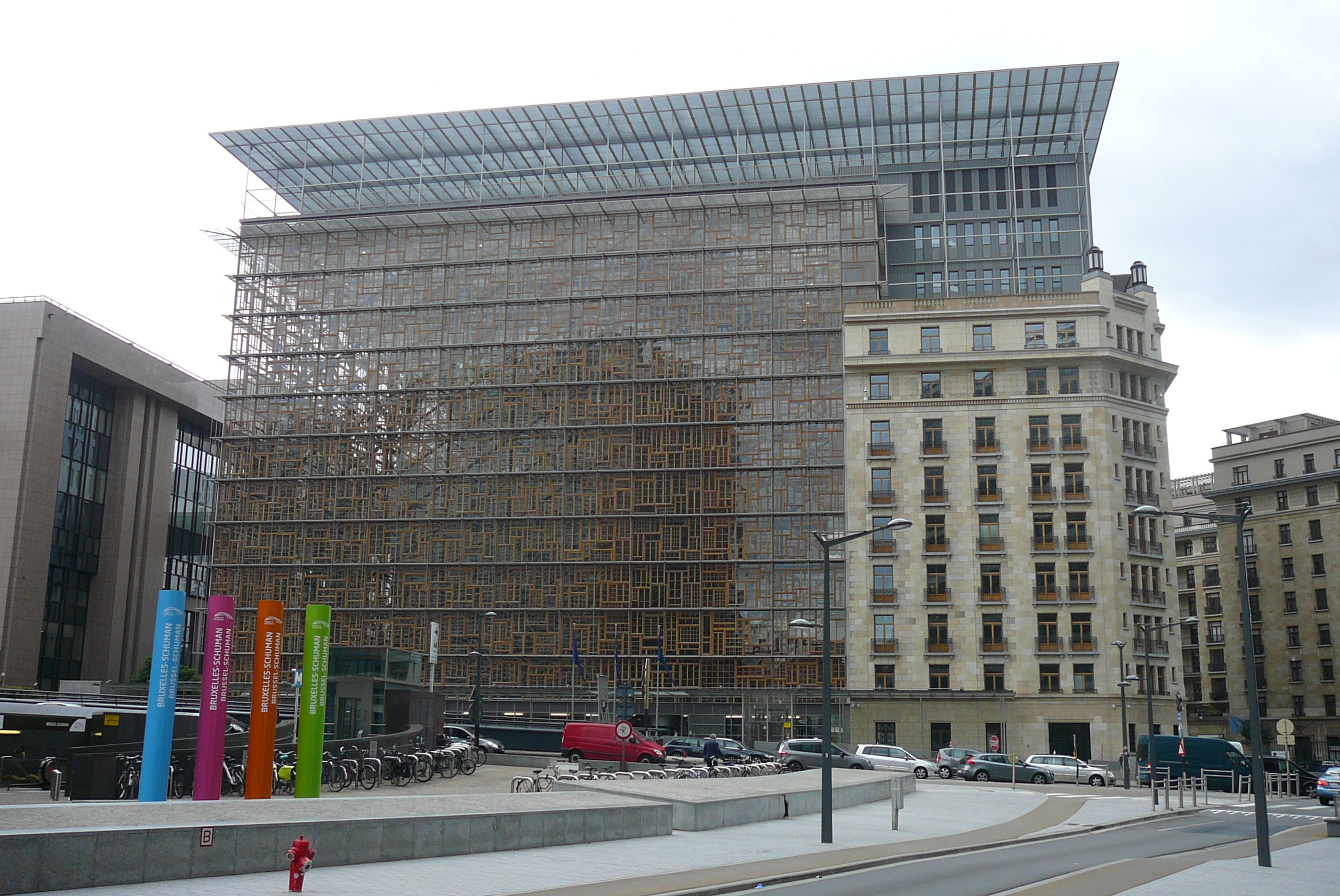
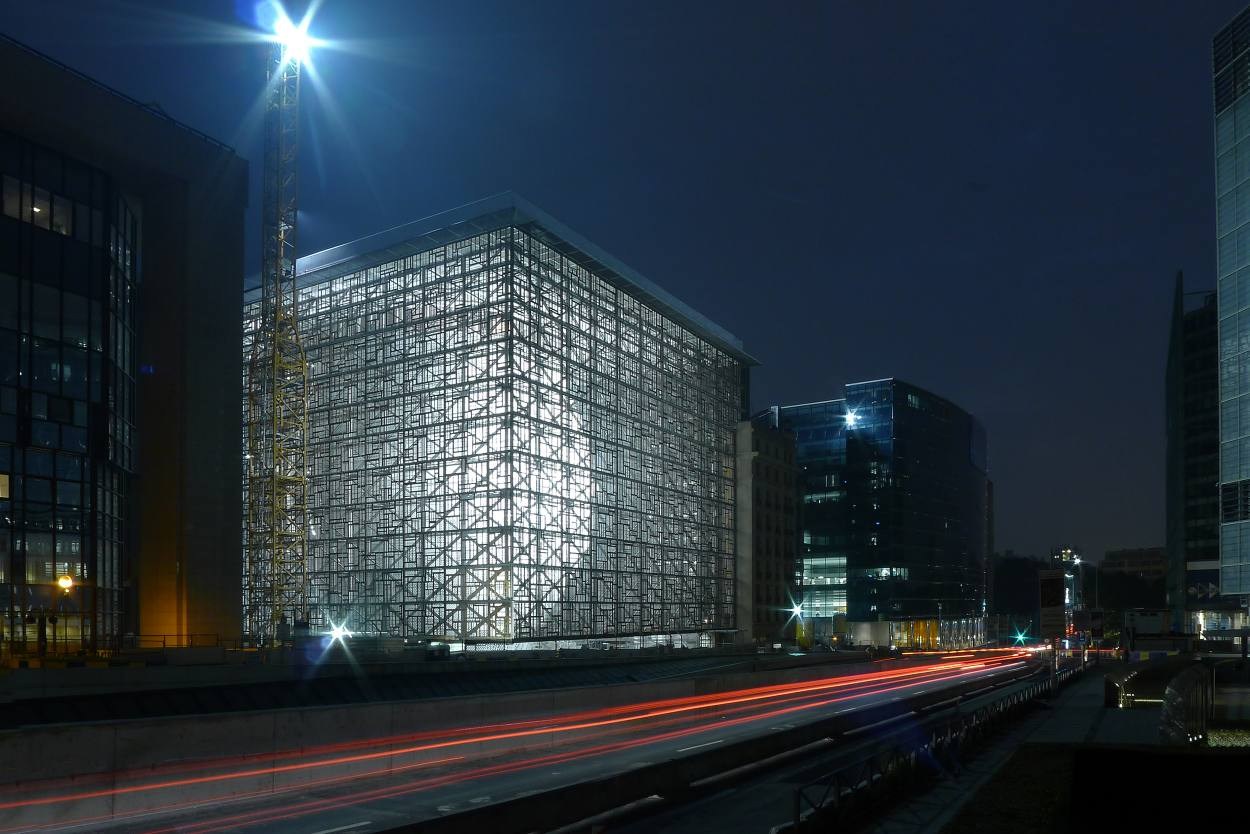